# 1949 aux États-Unis
Pour des articles plus généraux, voir Chronologie des États-Unis et 1949.
Chronologie des États-Unis
- 1945
- 1946
- 1947
- 1948
- 1949
- 1950
- 1951
- 1952
- 1953

Cette page concerne des événements d'actualité qui se sont produits durant l'année 1949 du calendrier grégorien aux États-Unis.

## Gouvernement
- Président : Harry S. Truman
- Vice-président :
- Secrétaire d'État :
- Chambre des représentants - Président

## Événements
- 20 janvier : programme du Fair Deal annoncé par Harry Truman dans son discours inaugural, qui se veut le prolongement du New Deal. Truman emploie pour la première fois le mot « sous-développé », donnant naissance à l'idée d'assistance aux pays les plus pauvres, pour lutter contre le risque d'expansion du communisme dans ces régions. 
  - Échec partiel du Fair Deal devant la conjoncture économique. Le Congrès à majorité démocrate mais conservateur vote l’élévation du salaire horaire minimum de 40 à 75 cents, le renforcement du soutien des prix agricoles et un programme de construction de plusieurs centaines de milliers de logements. Il étend les bénéficiaires de la Sécurité sociale à 10 millions de personnes supplémentaires et en élève les prestations de 75 %. Il s’oppose aux autres dispositions (abolition de la loi Taft-Hartley, législation sur les droits civiques, assurance-maladie obligatoire, plan visant à remplacer le soutien des prix agricoles par des indemnités compensatrices aux fermiers) et répond lentement aux propositions de Truman destiné à faire bénéficier le Tiers monde de l’avance scientifique et industrielle américaine.
- 21 janvier : Dean Acheson est nommé secrétaire d’État (fin en 1953).
- 4 avril : le pacte de l'Atlantique Nord (OTAN) est ratifié par le Sénat.
- 14 juillet : Promulgation du Housing Act par le président Truman. La loi définit un programme national de construction et de rénovation de logement. Un financement fédéral est prévu pour la résorption des bidonvilles associés aux projets de rénovation urbaine dans les villes américaines. L'administration fédérale du logement reçoit des pouvoirs accrues pour l'assurance hypothécaire des logements ruraux. 300 millions de dollars sont alloués pour construire plus de 800 000 logements publics par an. Enfin, la loi pose les bases d'une nouvelle législation fédérale sur l'urbanisme et la construction.
  - La loi réoriente les ressources du gouvernement fédéral vers le développement des villes américaines dans l'après-guerre. La loi a facilité l'accession à la propriété des ménages américains et la construction d'énormes parcs de logements sociaux dans de nombreuses villes américaines.
  - L'héritage de la loi est mitigé, en particulier en ce qui concerne le succès des éléments du renouvellement urbain et du logement public. Le gouvernement est loin d'atteindre son but de construire 810 000 unités de logements sociaux neufs d'ici 1955, fournissant peu d'aide aux villes qui souffrent de pénuries de logements. En fait, en raison de projets comme Lincoln Center, un développement culturel de la ville de New York, soit 4400 appartements pour lesquels 7000 appartements ont été détruits, les programmes de réaménagement urbain ont détruit plus de logements qu'ils n'en ont construit. Le programme de réaménagement urbain n'a pas été planifié à long terme en dépit des importantes ressources affectées et est marqué par de nombreuses faiblesses en matière d'équité et de mixité sociale, et parfois de corruption.
- Au total, le gouvernement fédéral a dépensé 13,5 milliards de dollars pour les projets de réaménagement urbain et de résorption des bidonvilles entre 1953 et 1986 (date de l'arrêt du programme).
- 6 octobre : Mutual Defense Assistance Act : loi réorganisant l'aide militaire des États-Unis (qui passe à 5,2 milliards de dollars), lancement de grands programmes de réarmement.
- 31 octobre : Agriculture Act. Loi sur la stabilisation des prix agricoles aux États-Unis. Le surplus de production sera donné aux pays en développement.

## Économie et société
- Forte hausse du chômage, 4,6 millions de chômeurs aux États-Unis en été, soit 6 % de la population active.
- Le budget de la défense passe à 5 % du PIB.

## Naissances en 1949
- 21 mars : Eddie Money, chanteur américain, connu pour son tube Two Tickets to Paradise († 13 septembre 2019)
- 15 octobre : Tanya Roberts, actrice américaine († 4 janvier 2021).